# Jö schau
Jö schau ist ein Lied des österreichischen Liedermachers Georg Danzer (1946–2007) aus dem Jahr 1975 und eines der ersten des Austropop. Außerdem trägt auch eine Langspielplatte Danzers den Titel Jö schau.

## Entstehung
Mit dem Titel Jö schau gelang Danzer der kommerzielle Durchbruch. Der vorher nur in Insiderkreisen bekannte Musiker wurde schlagartig berühmt. „Innerhalb von zwei Wochen kannte ganz Österreich den Danzer Schurl“, beschreibt Danzer selbst den raschen Erfolg des Liedes.
Das im Wiener Dialekt geschriebene Jö schau war außerdem entscheidend für die Etablierung der Dialektwelle im Austropop der 1970er-Jahre, die schon zuvor mit A Glock’n (Marianne Mendt; 1971) oder Da Hofa (Wolfgang Ambros, Text: Joesi Prokopetz; 1972) eingeleitet wurde.
Das Lied handelt vordergründig von einem Nacktflitzer bzw. Exhibitionisten, der eines Nachmittags im Wiener Café Hawelka auftaucht. In der Nebenbedeutung des Wiener Dialekts ist „der Nackerte“ (dort auch „Nockabazl“) auch ein ungebildeter oder unwissender Mensch von schlichtem Gemüt, der bei den Stammgästen (im Hawelka zur Entstehungszeit des Liedes traditionell Literaten, Musiker, Intellektuelle) auftaucht; siehe dazu auch Alfred Polgars Theorie des „Café Central“: „Es gibt Centralgäste, die psychisch nackt gehen, ohne daß ihre kindlich-unschuldsvolle Blöße eine Mißdeutung als schamlos zu befürchten hätte.“
In den Strophen werden die Aufregung der Wirtin Josefine Hawelka („Er soll si schleich’n, aber schnell!“) und auch Reaktionen der Gäste beschrieben, die zwischen Zustimmung („Geh fesch! Endlich ana ohne Wäsch'!“) und Abscheu vor der (geistigen) Nacktheit pendeln. Auch der Refrain gibt sich dem Flitzer gegenüber kritisch: „Jö schau, so a Sau, jössas na – wos macht’ a Nackerta im Hawelka?“. Nachdem sich aber der Nackte als prominenter „elegantester Flitzer von Wien“ vorgestellt hat, darf er im Lokal bleiben. Offenheit gewinnt gegenüber der „Spießbürgermoral“ oder eben in der Zweideutigkeit konnotiert: Die sich zu den Intellektuellen gesellenden, sich durch ihre Anwesenheit im Künstlerkaffeehaus Hawelka selbst darstellenden Promis sind „nackert“.
Vorbild für das Lied war der 1951 in der ehemaligen Tschechoslowakei geborene und in Wien lebende Künstler Marcel Houf, der infolge dieses Auftritts in psychiatrische Behandlung überführt wurde.

## Rezeption
Jö schau war Danzers erster und einziger Nummer-eins-Hit. Die Single mit der B-Seite Ihr kents mi stieg am 15. Oktober 1975 auf Platz 8 in die österreichischen Charts ein und blieb dort 20 Wochen. Ab dem 15. Dezember 1975 erreichte das Lied Platz 1 der Hitparade und blieb acht Wochen lang auf der Spitzenposition.
1976 erhielt Danzer für die Single die Goldene Schallplatte. Zur Single wurde auch ein Musikvideo gedreht, das im Café Hawelka gedreht wurde. Die Caféhausbesitzer Josefine und Leopold Hawelka, die auch im Liedtext erwähnt werden, spielen mit.
Die teilweise derbe Sprache des Liedes und die Abkehr von der „Spießbürgermoral“ im Kontext mit der geheimen Nebenbedeutung machten Jö schau von Anfang an bei Jugendlichen – aber nicht nur bei ihnen – beliebt.
2004 wurde Jö schau in der ORF-Show Austro Pop Show zu einem der zehn besten Austropop-Lieder der Geschichte gewählt.